# شاه‌گیش نواری
شاه‌گیش نواری (نام علمی: Caranx vinctus) نام یک گونه از سرده شاه‌گیش است.